# State Champs
State Champs é uma banda norte-americana de pop punk/hardcore melódico de Albany, Estado de Nova York, formada em 2010. A banda atualmente é formada por Tyler Szalkowski (guitarrista e backing vocal), Derek Discanio (vocalista), Evan Ambrosio (baterista) e Ryan Scott Graham (baixo e backing vocal)

## História

### Início, Apparently, I’m Nothing & Overslept (2010–2012)
State Champs foi formado na primavera de 2010, em Albany, Estado de Nova York, nos Estados Unidos, pelo guitarrista Tyler Szalkowski e pelo vocalista Derek DiScanio.
Pouco tempo após a formação eles lançaram um EP de cinco canção, em 2010, que foi seguido por seu segundo EP "Apparently, I’m Nothing", em 2011. O segundo EP continha todas as faixas de seu primeiro lançamento, além de várias novas canções.
Em julho, a banda fez uma turnê com as bandas The Tired and True e Call It Fiction. Em 19 de abril de 2012, foi anunciado que a banda tinha assinado com a Pure Noise Records.
A banda gravou seu primeiro álbum pela Pure Noise Record, com o produtor Jay Maas (Defeater, Transit, Title Fight). O "Overslept" foi lançado digitalmente, em 11 de setembro de 2012.

### The Finer Things & The Acoustic Things (2013–2014)
Posteriormente a banda terminou de gravar "The Finer Things", seu primeiro álbum de estúdio, no "The Panda Studios" com o produtor Sam Pura e com Steve Klein (ex-New Found Glory) como co-produtor, em Fremont, em Maio de 2013.
O álbum "The Finer Things" foi lançado em 8 de outubro de 2013. Ele estreou em # 2 na parada da Billboard Heatseekers, vendendo pouco mais de 3.100 cópias na primeira semana de lançamento. Para apoiar o álbum, a banda excursionou com Motion City Soundtrack e Bayside em uma turnê de outono pela América do Norte.
A banda começou sua movimentada agenda de 2014 em março, com sua primeira turnê completa pelos Estados Unidos, abrindo para We Are The In Crowd, William Becket, Set It Off e Candy Hearts. Pouco depois de concluir esta turnê, a banda, pela primeira vez fez uma turnê ao exterior, apoiando as bandas de pop-punk The Wonder Years e A Loss for Words. A turnê foi por todo o Reino Unido e Europa continental.
A banda também se apresentou palco do "The Kevin Says" em o 2014 e em parcela da Vans Warped Tour, ocasionalmente, tocou no Kia Soul, palco principal.
Durante a turnê, foi anunciado que a banda também seria co-estrelando o "Pure Noise Records Tour de 2014", com Handguns, Forever Came Calling, Front Porch Step, Heart to Heart e Brigades. Em 7 de Outubro, 2014, a banda lançou um EP acústico intitulado "The Acoustic Things", que contou com versões acústicas de 5 faixas do álbum "The Finer Things", e mais 2 novas faixas.

### Around the World and Back (2015-presente)
Em 2015 o State Champs abriu para as bandas All Time Low e Future Hearts, em turnê na primavera de 2015, e abriu para 5 Seconds of Summer, em Junho de 2015, na Austrália e na Nova Zelândia.
Em 15 de julho, a banda anunciou seu segundo álbum "Around the World e Back", que seria lançado em 16 de outubro. Em fevereiro de 2016 a banda fez uma turnê mundial com o Neck Deep, e com outras duas bandas de pop punk, Creeper e Light Years.

## Integrantes

### Membros atuais
- Derek (Derek Steez) DiScanio - vocalista (2010–presente)
- Tyler (tysal) Szalkowski - guitarrista e backing vocal (2010–presente)
- Ryan Scott Graham - baixista e backing vocal (2014–presente)
- Evan Ambrosio - baterista (2012–presente)

### Ex-membros
- William Goodermote - baixista (2010–13)
- Dave Fogarty - guitarrista (2010–11)
- Matt Croteau - baterista (2010–12)
- Tony "Rival" Diaz -  guitarrista e backing vocal (2012–2020)

## Discografia
Álbum de Estúdio
- The Finer Things (2013)
- Around the World and Back (2015)
- Living Proof (2018)

EP
- EP 2010 (2010)
- Apparently, I'm Nothing (2011)
- Overslept (2012)
- The Acoustic Things (2014)
- Unplugged (2020)